# Supplinburger
Als Supplinburger (nach der Burg Süpplingenburg) wird die Familie des römisch-deutschen Königs und Kaisers Lothar III. bezeichnet.

## Stammliste
1. Liutger, Graf (1013), Graf im Harzgau (1021), urkundlich 1013 bis 1031, († nach 1031)
  1. Luther, Graf in Nordthüringen und Derlingau (1042–1062), († nach 1063)
  2. Bernhard, Graf im Harzgau (1052), Graf von Süpplingenburg, urkundlich 1043 bis 1062, (* vor 1043; † vor 1069); ⚭ () Ida von Querfurt, Tochter von Gebhard I. (um 975–um 1017) und N.N.
    1. Gebhard, Graf von Süpplingenburg, Graf im Harzgau (1052), (⚔ 9. Juni 1075 in der Schlacht bei Homburg an der Unstrut); ⚭ () Hedwig von Formbach, (* um 1050; † um 1090), (⚭ I: () Graf Heinrich N.N.); (⚭ III: (nach 3. März 1079) Herzog Dietrich von Oberlothringen, (* vor 1065; † 30. Dezember 1115); → Haus Châtenois, Sohn von Herzog Gerhard III. von Oberlothringen (1030–1070) und Hedwig von (Namur) (–)), Tochter von Graf Friedrich von Formbach (–(1059)) und Gertrud von Haldensleben (um 1035–1116) 
      1. Lothar von Supplinburg, Graf (1100), Herzog von Sachsen (1106), deutscher König 24. August 1125 in Mainz, Kaiser 8. Juni 1133 in Rom (* vor 9. Juni 1075; † 4. Dezember 1137 in Breitenwang, Tirol; ▭ in Königslutter); ⚭ (1100) Richenza von Northeim, (* um 1089; † (9./10./11.) Juni 1141), Erbtochter von Heinrich von Northeim, Markgraf von Friesland, (um 1055–vor April 1101) und Gertrud die Jüngere von Braunschweig, Markgräfin von Meißen, (um 1060–1117)
        1. Gertrud von Supplinburg, Herzogin von Bayern und Sachsen, Markgräfin von Österreich, (* 18. April 1115; † 18. April 1143; ▭ in Klosterneuburg); ⚭ I: (29. Mai 1127 auf dem Gunzenle) Heinrich der Stolze, Herzog von Sachsen (1126–1138), Herzog von Bayern und Markgraf von Tuscien (1137–1139), (* 1102 oder 1108; † 20. Oktober 1139 in Quedlinburg; ▭ in Königslutter), Sohn von Herzog Heinrich IX. dem Schwarzen von Bayern (1075–1126) und Wulfhild von Sachsen (um 1075–1126); → Welfen; ⚭ II: (1. Mai 1142) Heinrich II. Jasomirgott, Markgraf (1141) und Herzog von Österreich (1156–), (* 1107; † 13. Januar 1177 in Wien; ▭ im Schottenstift, ebenda); → Babenberger, Sohn von Markgraf Leopold III. (1073–1136) und der Salierin Agnes von Waiblingen, Herzogin von Schwaben und Markgräfin von Österreich, (1074–1143)

      2. Ida von Supplinburg, Gräfin von Burghausen, (* um 1073 oder 1080; † 3. März (1138); ▭ im Kloster Michaelbeuern); ⚭ ((1074)) Sieghard IX., Graf von Tengling (1074), Graf von Burghausen-Schala, Graf von Pongau und Chiemgau, 1. Vogt von Michaelbeuern; → Sieghardinger, († 5. Februar 1104 in Regensburg, enthauptet), Sohn von Graf Friedrich I. von Pongau, Graf von Tengling (1048), Graf im Salzburggau, (um 1030–1071) und Mathilde von Cham-Vohburg (–1125)

    2. Thietmar, Bischof von Halberstadt (1. Februar 1089 bis 16. Februar 1089), († 1093)